# Campionati europei di nuoto in vasca corta 2010 - 1500 metri stile libero maschili
La competizione si è svolta il 27 novembre 2010 in due batterie: la mattina hanno gareggiato i primi 8 atleti mentre la sera i rimanenti 8.

## Medaglie
| Posizione | Atleta               | Paese       |
| --------- | -------------------- | ----------- |
| Oro       | Federico Colbertaldo | Italia      |
| Argento   | Sergiy Frolov        | Ucraina     |
| Bronzo    | Job Kienhuis         | Paesi Bassi |

## Record
Prima della manifestazione il record del mondo (RM), il record europeo (EU) e il record dei campionati (RC) erano i seguenti.
| Record mondiale       | 14:10.10 | Grant Hackett Australia | 7 agosto 2001 Perth, Australia      |
| Record europeo        | 14:16.13 | Yury Prilukov Russia    | 9 dicembre 2006 Helsinki, Finlandia |
| Record dei campionati | 14:16.13 | Yury Prilukov Russia    | 9 dicembre 2006 Helsinki, Finlandia |

Durante la competizione non sono stati migliorati record.

## Risultati
| Pos. | Atleta               | Nazionalità | Tempo    | Batteria | Corsia | Note |
| ---- | -------------------- | ----------- | -------- | -------- | ------ | ---- |
|      | Federico Colbertaldo | Italia      | 14:35.36 | 2        | 5      |      |
|      | Sergiy Frolov        | Ucraina     | 14:42.01 | 2        | 2      |      |
|      | Job Kienhuis         | Paesi Bassi | 14:42.39 | 2        | 3      |      |
| 4    | Samuel Pizzetti      | Italia      | 14:45.32 | 2        | 6      |      |
| 5    | Jan Wolfgarten       | Germania    | 14:55.24 | 2        | 4      |      |
| 6    | Anders Lie           | Danimarca   | 14:58.48 | 2        | 8      |      |
| 7    | Uladzimir Zhyharau   | Bielorussia | 14:59.77 | 1        | 4      |      |
| 8    | Maxym Shemberyev     | Ucraina     | 15:09.70 | 1        | 3      |      |
| 9    | Evgeny Kulikov       | Russia      | 15:11.68 | 2        | 7      |      |
| 10   | Sebastien Fraysse    | Francia     | 15:13.60 | 1        | 6      |      |
| 11   | Balazs Zambo         | Ungheria    | 15:18.21 | 1        | 5      |      |
| 12   | Ward Bauwens         | Belgio      | 15:20.51 | 2        | 1      |      |
| 13   | Thomas Sunter        | Regno Unito | 15:26.02 | 1        | 1      |      |
| 14   | Andres Olvik         | Estonia     | 15:37.25 | 1        | 8      |      |
| 15   | Aleksi Eskelinen     | Finlandia   | 15:54.84 | 1        | 2      |      |
| 16   | Toni Ahola           | Finlandia   | 15:57.80 | 1        | 7      |      |